# Ephemerella molita
Ephemerella molita är en dagsländeart som beskrevs av Mcdunnough 1930. Ephemerella molita ingår i släktet Ephemerella och familjen mossdagsländor. Inga underarter finns listade i Catalogue of Life.